# Hälsovännen

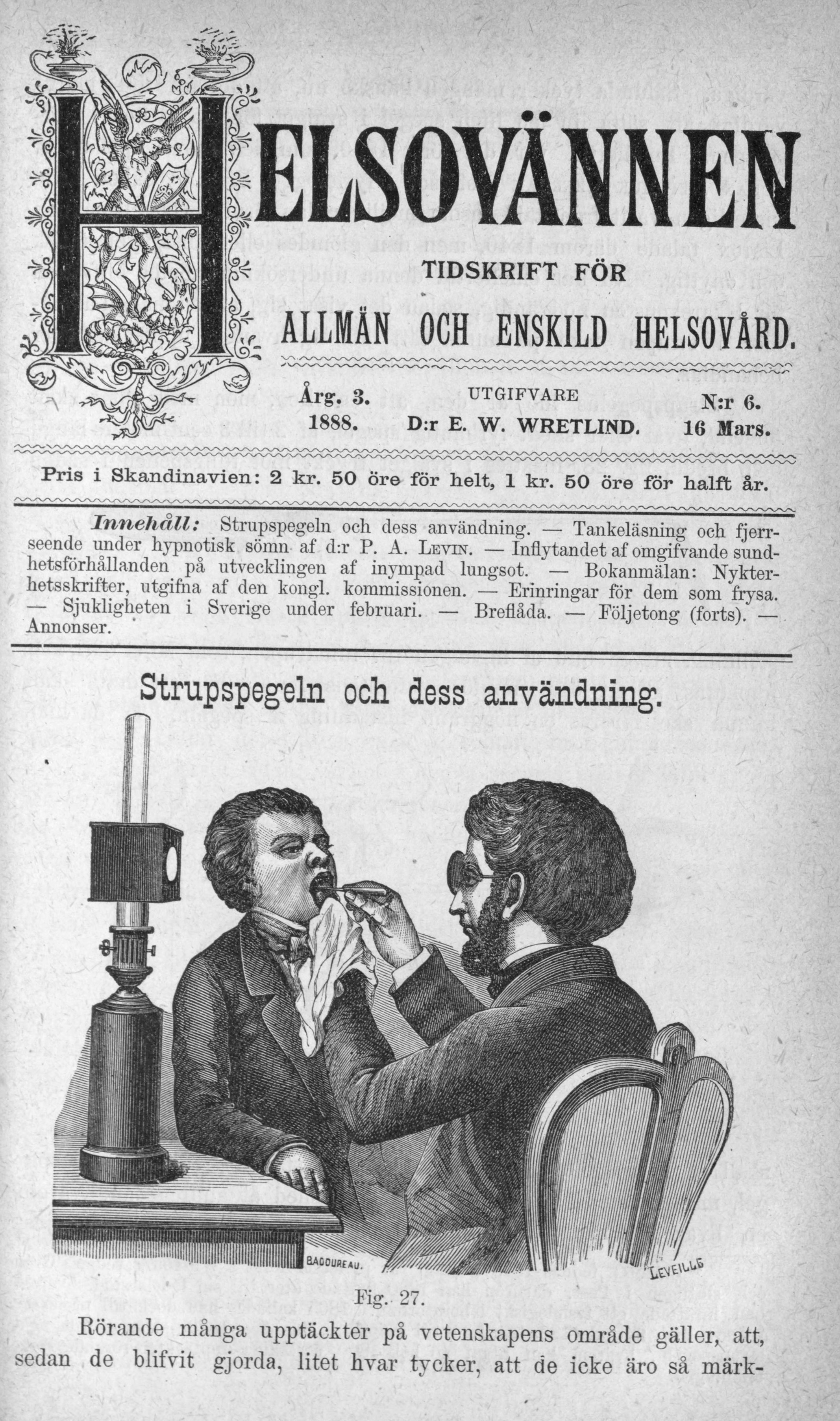
Helsovännen. Omslag 1888, nr 3.

Hälsovännen (före 1896 Helsovännen), en av Wilhelm Wretlind 1886 grundlagd och fram till 1905 av honom utgiven, populär halvmånadsskrift för "allmän och enskild helsovård". 
Åren 1890–1902 samt 1904 och 1905 åtföljdes tidskriften av en illustrerad månadsbilaga, som innehöll bland annat "Mannens slägtlif" (1890), "Kvinnans slägtlif" (1891), "Våra barns fostran och vård" (1892; av Seved Ribbing) och "Läkarebok för alla" (1893–1902), varjämte från samma förlag utgavs en småskriftserie, "Hälsovännens flygskrifter". År 1905 övertogs redaktionen av Henrik Berg. Upplaga 3 000 exemplar (1910). 
Tidskriften upphörde 1947, men utkom åter 1955–61. Den hade varierande undertitlar; bland annat angavs den 1915–35 förespråka makrobiotik och 1915–17 "fysikalisk-dietetisk sjukdomsbehandling".